# Contea di Jefferson (Illinois)
La contea di Jefferson (in inglese Jefferson County) è una contea dello Stato dell'Illinois, negli Stati Uniti. La popolazione al censimento del 2000 era di 40 045 abitanti. Il capoluogo di contea è Mount Vernon.